# فروم، سامرست
latitudeفروم، سامرستlongitudeفروم، سامرست
فروم، سامرست (به انگلیسی: Frome) یک بلوک شهری در بریتانیا است که در انگلستان واقع شده‌است.

## خصوصیات
فروم ۲۶٬۲۰۳ نفر جمعیت دارد.

## خواهرخوانده
شهرهای شاتو-گونتیه و موهاردت خواهرخوانده‌های فروم، سامرست هستند.